# 李甲 (韓國)
李甲（韓語：이갑；1877年6月3日—1917年6月13日），幼名李彙璿（이휘선），號秋汀（추정），本貫慶州李氏。大韓帝國陸軍軍官及抗日武官和日據時代初期抗日獨立運動家。

## 生涯
李甲生於平安南道平原郡，年幼時被送往肅川郡。1896年加入獨立協會，1898年加入開化派主導的萬民共同會，後在日本陸軍士官學校留學（第15期），後成為大韓帝國陸軍軍官。
1905年《乙巳條約》簽訂後，他從陸軍退役，在1906年設立西友學校，1907年創設西北學會和西北協成學校。
1907年創設新民會，於1910年亡命俄羅斯雙城子，在1962年追贈建國勳章獨立章。

## 獨立運動
在1907年海牙密使事件後，他展開了反對朝鮮高宗廢位的運動，大韓帝國軍隊解散後日本陸士出身軍人柳東説、金羲善、 盧伯麟也努力使軍隊復活。
1910年和一些新民會員亡命俄羅斯，在遠東地區成立韓人青年養成所作為獨立運動基地，41歳時死於烏蘇里斯克。

## 學歷
- 大韓帝國陸軍武官學校
- 陸軍幼年學校
- 陸軍士官學校
- 陸軍步兵學校